# Proechimys guairae
Espèce
Statut de conservation UICN

 LC  : Préoccupation mineure
Proechimys guairae est une espèce de mammifères rongeurs de la famille des Echimyidae qui regroupe des rats épineux originaires d'Amérique latine.